# Suess (cráter)

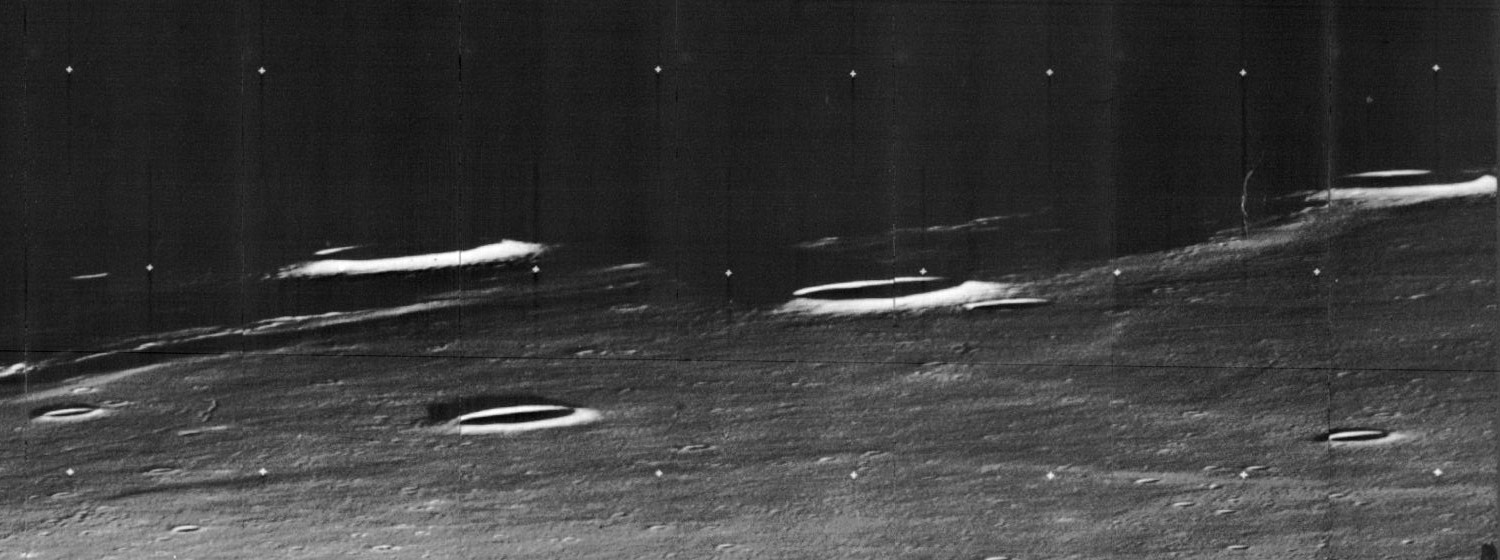
Vista oblicua de Suess (arriba izquierda) y sus cráteres satélite H, D, y B, al paso del terminador, desde el Lunar Orbiter 3.

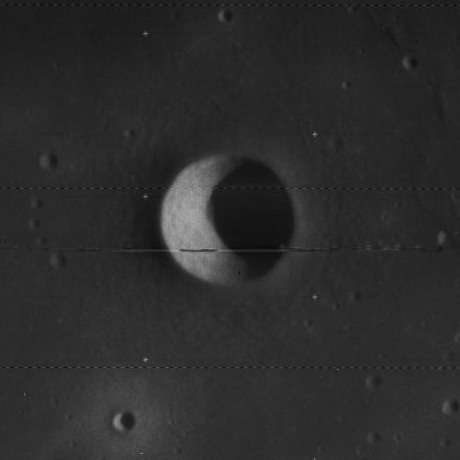
Fotografía de la misión Lunar Orbiter 4 (1967)

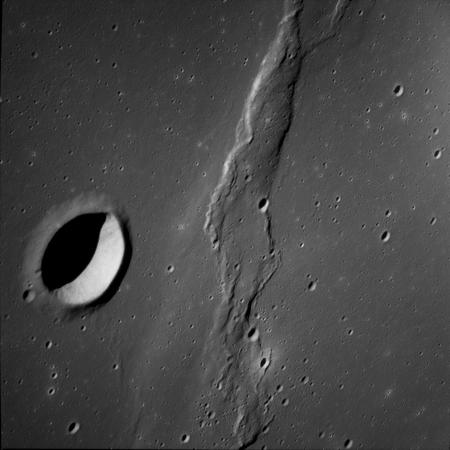
Cráter satélite Suess F

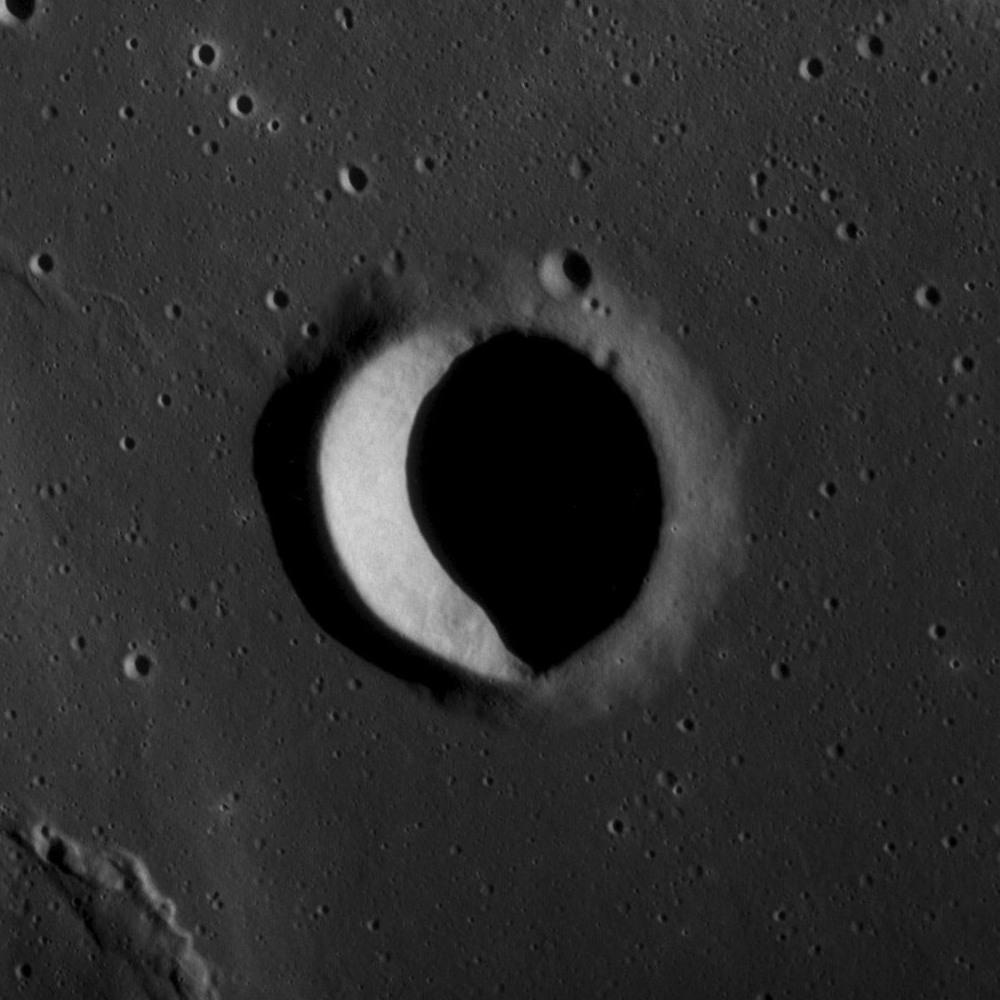
Otra vista de Suess F

Suess es un pequeño cráter de impacto lunar situado sobre el Oceanus Procellarum. Es un elemento circular, en forma de copa, con un albedo mayor que su entorno. El cráter más cercano es Reiner, a unos 150 kilómetros al oeste-noroeste. El mar lunar que rodea a Suess está marcado por los rayos que irradian desde el cráter Kepler al este-noreste.
|  |

El largo y sinuoso surco llamado Rima Suess comienza unos 30 kilómetros al este de Suess, y serpentea en una dirección generalmente norte-noroeste a lo largo de casi 200 kilómetros.

## Cráteres satélite
Por convención estos elementos son identificados en los mapas lunares poniendo la letra en el lado del punto medio del cráter que está más cercano a Suess.
|       | \| Suess \| Coordenadas \| Diámetro \| \| ----- \| --------------------------- \| -------- \| \| B \| 5°42′N 47°18′O / 5.7, -47.3 \| 8 km \| \| D \| 4°42′N 46°30′O / 4.7, -46.5 \| 7 km \| \| F \| 1°06′N 44°36′O / 1.1, -44.6 \| 7 km \| \| G \| 3°24′N 48°24′O / 3.4, -48.4 \| 4 km \| \| H \| 4°00′N 45°42′O / 4.0, -45.7 \| 4 km \| \| J \| 6°54′N 48°30′O / 6.9, -48.5 \| 3 km \| \| K \| 6°30′N 50°00′O / 6.5, -50.0 \| 3 km \| \| L \| 6°06′N 50°30′O / 6.1, -50.5 \| 5 km \| |          |
| Suess | Coordenadas | Diámetro |
| B     | 5°42′N 47°18′O / 5.7, -47.3 | 8 km     |
| D     | 4°42′N 46°30′O / 4.7, -46.5 | 7 km     |
| F     | 1°06′N 44°36′O / 1.1, -44.6 | 7 km     |
| G     | 3°24′N 48°24′O / 3.4, -48.4 | 4 km     |
| H     | 4°00′N 45°42′O / 4.0, -45.7 | 4 km     |
| J     | 6°54′N 48°30′O / 6.9, -48.5 | 3 km     |
| K     | 6°30′N 50°00′O / 6.5, -50.0 | 3 km     |
| L     | 6°06′N 50°30′O / 6.1, -50.5 | 5 km     |